# Theodor Roos

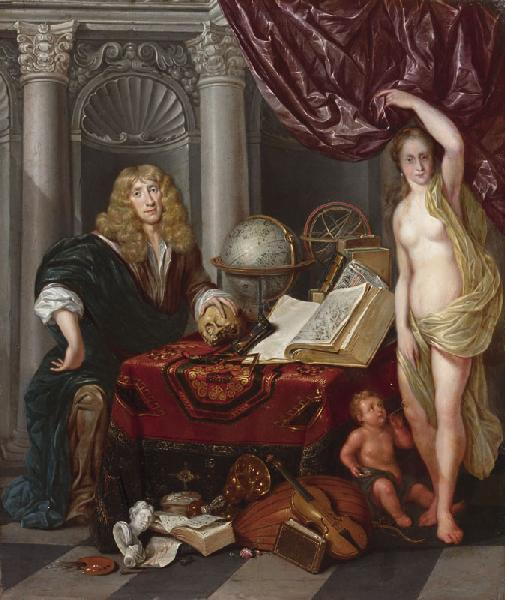
Zelfportret (1673)

Theodor Roos (Wesel, september 1638 - Frankfurt am Main, begraven op 7 juni 1687) was een Duits hofschilder en prentkunstenaar.
Hij kwam uit een artistieke familie; zijn oudere broer was de bekende schilder Johann Heinrich Roos, en hij was de oom van Philipp Peter, Peter en Johann Melchior Roos, die allen ook hun sporen nalieten in de kunstwereld.
Roos begon zijn opleiding in Amsterdam, waar hij van 1647 tot 1651 studeerde onder invloedrijke meesters zoals Guilliam du Gardijn, Cornelis de Bie en Barend Graat. Deze periode legde de basis voor zijn veelzijdige stijl en talent voor verschillende genres, waaronder portretten, landschappen, dierstukken en historiestukken.
Na zijn tijd in Amsterdam werkte Roos in diverse Duitse steden, waaronder Mainz, waar hij samen met zijn broer schilderde voor de monniken. In Sankt Goar werkte hij aan het hof van Hessen-Kassel op burcht Rheinfels. In Mannheim maakte hij in 1657 een groot militair werk. Zijn kunstenaarschap bracht hem ook naar Braunschweig en Straatsburg, waar hij in 1659 actief was. Van 1681 tot 1686 was hij werkzaam aan het hof van Württemberg in Stuttgart, waar hij de titel van hofschilder verwierf. In 1686 keerde Roos terug naar Straatsburg voordat hij zich uiteindelijk vestigde in Frankfurt am Main. 
Hij stond ook bekend als Dietrich Roos of Theodor Rosa.
- Gemeinsame Normdatei: 131858947
- International Standard Name Identifier: 0000 0000 2087 1138
- KulturNav: 216de955-cd8f-4bdf-8534-3a7cb598e7ff
- RKD-Nederlands Instituut voor Kunstgeschiedenis: 68087
- Istituto Centrale per il Catalogo Unico: RAVV300944
- Système universitaire de documentation: 151458561
- Union List of Artist Names: 500115401
- Virtual International Authority File: 28214979
- WorldCat: E39PBJccfKrc9gYdCDBrTcyjmd